# Joel McCrea
Joel Albert McCrea (5 de noviembre de 1905 - 20 de octubre de 1990) fue un actor cinematográfico estadounidense.

## Carrera
Nació en South Pasadena, California Se interesó en la interpretación tras graduarse en el Pomona College. Trabajó en el cine como extra desde 1927, antes de ser escogido para hacer un papel importante en The Jazz Age (1929). Tras esta película consiguió un contrato con la Metro-Goldwyn-Mayer, y después otro con RKO Pictures. Se asentó como un atractivo protagonista masculino, lo bastante versátil como para trabajar tanto en dramas como en comedias. 
En los años treinta, McCrea protagonizó Ave del paraíso, un drama romántico de aventuras al lado de la mexicana Dolores del Río, posteriormente dos westerns de Cecil B. DeMille, Wells Fargo (1937), con su futura mujer Frances Dee, y Unión Pacífico (1939), junto a Barbara Stanwyck. Alcanzó el pico de esta inicial carrera a principios de los años cuarenta, con películas como Foreign Correspondent (Enviado especial) (1940), de Alfred Hitchcock, Sullivan's Travels (Los viajes de Sullivan) (1941), de Preston Sturges, y The Palm Beach Story (Un marido rico) (1942). 
McCrea también protagonizó dos westerns de William A. Wellman, The Great Man's Lady (Una gran señora) (1942), otra vez con Stanwyck, y Buffalo Bill (Aventuras de Buffalo Hill) (1944), junto al actor de carácter Edgar Buchanan (1944). Tras el éxito de The Virginian (1946), McCrea rodó exclusivamente westerns durante el resto de su carrera—con la excepción de la película británica Rough Shoot (Un disparo en la mañana) (1953). En 1959, Joel McCrea y su hijo Jody McCrea protagonizaron la serie de la NBC Wichita Town, la cual duró una temporada y fue producida por Mirisch Corp. En 1962 se reunió con su veterano compañero de westerns Randolph Scott en Ride the High Country (Duelo en la Alta Sierra) (1962), bajo la dirección de Sam Peckinpah.
McCrea prefirió dedicarse el resto de su vida al trabajo de ranchero. En 1969, fue incluido en el Western Performers Hall of Fame en el National Cowboy & Western Heritage Museum de Oklahoma City, Oklahoma. Por su contribución a la industria cinematográfica, Joel McCrea tiene una estrella en el Paseo de la Fama de Hollywood en el 6901 de Hollywood Blvd., y otra en el 6241 de la misma calle por su contribución a la radio.

## Vida personal
McCrea se casó con la actriz Frances Dee en 1933. Tuvieron tres hijos, David, Peter, y Jody McCrea, quien también sería actor. Joel y Frances permanecieron casados hasta la muerte del primero en Woodland Hills (Los Ángeles), California, a causa de una neumonía a los 84 años en 1990. 
A lo largo de su vida, McCrea y Frances vivieron, criaron a sus hijos, y cabalgaron sus caballos en su rancho en lo que entonces era un área no desarrollada del este del condado de Ventura, en California. Los McCrea donaron varios cientos de acres de su propiedad a la YMCA para la ciudad de Thousand Oaks (California). Hoy en día, la tierra en la que se encuentra la Conejo Valley YMCA es llamada "Joel McCrea Park".

## Filmografía seleccionada
- The Jazz Age (1929)
- The Most Dangerous Game (El Malvado Zaroff) (1932)
- Esos tres (1936)
- Wells Fargo (Una nación en marcha) (1937)
- Unión Pacífico (1939)
- Foreign Correspondent (Enviado especial) (1940)
- Sullivan's Travels (Los viajes de Sullivan) (1941)
- The Palm Beach Story (Un marido rico) (1942)
- The Great Man's Lady (Una gran señora) (1942)
- The More the Merrier (El amor llamó dos veces, 1943)
- Buffalo Hill (Aventuras de Buffalo Hill) (1944)
- The Virginian (1946)
- Ramrod (La mujer de fuego) (1946)
- Four Faces West (1948)
- South of St. Louis (Al sur de San Luis) (1949)
- Colorado Territory (Juntos hasta la muerte) (1949)
- The Outriders  (1950)
- Stars in My Crown (1950)
- Saddle Tramp (1950)
- Frenchie (1950)
- Cattle Drive (1951)
- The San Francisco Story (1952)
- Rough Shoot (Un disparo en la mañana) (1953)
- The Lone Hand (1953)
- Border River (1954)
- Black Horse Canyon (1954)
- Stranger on Horseback (1955)
- Wichita (1955)
- The First Texan (libertad o muerte) (1956), junto a su hijo Jody McCrea
- The Oklahoman (1957)
- Trooper Hook (1957)
- The Tall Stranger (1957)
- Cattle Empire (1958)
- Fort Massacre (1958)
- The Gunfight at Dodge City (El sheriff de Dodge City) (1959)
- Ride the High Country (Duelo en la Alta Sierra) (1962)
- The Young Rounders (1966)
- Sioux Nation (1970)
- Cry Blood, Apache (1970), protagonizada por Jody McCrea
- Mustang Country (1976)